# L'Étrange Festival 2020
L'Étrange Festival 2020, 26e édition du festival, se déroule du 2 au 13 septembre 2020.

## Déroulement et faits marquants
Le palmarès est dévoilé le 13 septembre 2020 : le Grand Prix Nouveau Genre est décerné au film kazakh Tomiris de Akan Satayev et le prix du public est remis à Kajillionaire de Miranda July,.

## Sélection

### En compétition
- A Dark-Dark Man de Adilkhan Yerzhanov  Kazakhstan
- Amulet de Romola Garai  Royaume-Uni
- Destruction finale de Kim Byeong-seo et Lee Hae-joon  Corée du Sud
- Fanny Lye Deliver'd de Thomas Clay  Royaume-Uni
- Fried Barry de Ryan Kruger  Afrique du Sud
- Get The Hell Out de Wang I-fan  Taïwan
- Kajillionaire de Miranda July  États-Unis
- Possessor de Brandon Cronenberg  Canada  Royaume-Uni
- Random Acts of Violence de Jay Baruchel  États-Unis  Canada
- Relic de Natalie Erika James  Australie
- Spree de Eugene Kotlyarenko  États-Unis
- Sputnik - Espèce inconnue de Egor Abramenko  Russie
- The Owners de Julius Berg  Royaume-Uni
- Tomiris de Akan Satayev  Kazakhstan

### Ouverture
- Tomiris de Akan Satayev  Kazakhstan

### Clôture
- L'Homme du président de Woo Min-ho  Corée du Sud

### Mondovision
- Grimm de Alex van Warmerdam  Pays-Bas
- Hunted de Vincent Paronnaud  Belgique
- Impetigore de Joko Anwar  Indonésie
- Le Vingtième Siècle de Matthew Rankin  Canada
- Pour l'éternité de Roy Andersson  Suède
- Shakespeare's Sh*tstorm de Lloyd Kaufman  États-Unis
- Tezuka's Barbara de Makoto Tezuka  Japon
- The trouble with being born de Sandra Wollner  Autriche  Allemagne

### Carte blanche àMarjane Satrapi
- Hamburger film sandwich de John Landis  États-Unis
- La niña de fuego de Carlos Vermut  Espagne
- Milla de Shannon Murphy  Australie
- Prince Ehtejab (Shazdeh Ehtedjab) de Bahman Farmanara  Iran
- Tommy de Ken Russell  Royaume-Uni

### Carte blanche àPascale Faure
- Anna de Pierre Koralnik

### Pépites de L'Étrange
- Black Journal (Gran bollito) de Mauro Bolognini  Italie
- Le Couteau sous la gorge de Claude Mulot  France
- Piège pour Cendrillon de André Cayatte  France

### Hommage àJóhann Jóhannsson
- Last and First Men  Islande

### Hommage àPierre Molinier
- Jambes de Pierre Molinier  France
- Molinier de Raymond Borde  France
- Pierre Molinier, 7 rue des Faussets de Noël Simsolo  France
- Satan bouche un coin de Jean-Pierre Bouyxou et Raphaël Marongiu  France

### Séances spéciales
- Beauty Water de Cho Kyung-hun  Corée du Sud
- Il n'y aura plus de nuit d'Éléonore Weber  France
- Lux Æterna de Gaspar Noé  France
- Teddy de Ludovic Boukherma et Zoran Boukherma  France

### Retour de flamme: Larmes de Clown
- Larmes de clown de Victor Sjöstrom  États-Unis

### La trilogie Taishō
- Mélodie tzigane de Seijun Suzuki  Japon
- Brumes de chaleur de Seijun Suzuki  Japon
- Yumeji de Seijun Suzuki  Japon

## Palmarès
- Grand Prix Nouveau Genre : Tomiris de Akan Satayev
- Prix du public : Kajillionaire de Miranda July
- Prix du Jury Court Métrage : Amandine de Juan Carlos Mostaza
- Prix du Public Court-Métrage : Nuage de Josephine Darcy Hopkins